# Биткойн
Биткойн (на английски: Bitcoin, получено от бит, на английски: bit и монета, на английски: coin) е платежна система с отворен код, основана на P2P разпределена мрежова архитектура, подсигурена от блокчейн технология и работеща с едноименна единица биткойн, наричана виртуална валута или криптовалута, макар че не отговаря на общоприетата дефиниция за валута.

## История
Първата концепция за разпределена криптовалута е описана частично още през 1998 г. в пощенски списък на киберпънк общността. Обнародваните предложения са от Веи Даи (Wei Dai) за „b-money“ и Ник Сабо (Nick Szabo) за „bit gold“.
През 2008 г. Сатоши Накамото намира решения на някои сложни задачи, нерешени дотогава, и споменава за първи път термина биткойн в статия, демонстрираща задълбочени познания в няколко научни дисциплини (математика, криптография, компютърни мрежи и информационни технологии).
През 2009 г. се ражда биткойн мрежата с пускането на първия клиент на биткойн с отворен код и издаването на първите биткойни. Първоначално биткойн цените се определят от хората в биткойн форумите. Най-сериозната сделка по това време е за пица на стойност 10 000 биткойна. Малко след това е създадена биткойн борсата „Mt. Gox“.
Към януари 2016 г. на биткойн се падат около 90% от оборота в сегмента на криптовалутите, изчисляван на 7 млрд. щатски долара. За сравнение ежедневният оборот на световните валутни пазари по това време е 5 трилиона щатски долара.

## Същност
Биткойн е споделена в интернет счетоводна система за поддръжка на индивидуални сметки. Тя работи на принципа на P2P мрежа със софтуер с отворен код, която е напълно децентрализирана и не е под контрол от някоя институция, като например централна банка. Това дава основание на Министерство на финансите на САЩ да я нарече „децентрализирана валута“.

### Добиване
Платежните единици биткойн се създават като възнаграждение за извършена изчислителна работа по криптиране, при която потребителите проверяват съществуващите блокове от блоковата верига и създават нови с помощта на изчислителната мощ на машините си. За да е легитимен, всеки блок трябва да съдържа доказателство за извършената работа, което подлежи на проверка от другите участници, когато на свой ред получат нов блок за изчисление. Процесът на придобиване чрез изчисления се нарича „добиване“ или „копаене“ (на английски: mining или „майнинг“). Добиването е замислено така, че да са необходими значителни изчислителни ресурси, а наличното количество блокове да остава оскъдно. Наименованието е заимствано от други видове добив на оскъдни ресурси (например на злато), които изискват значително време и производствени ресурси. Колкото повече изчислителна мощ се включва в добиването, толкова повече сложността на математическата задача се увеличава, като по този начин скоростта на добиване винаги остава ограничена и предсказуема и се запазва децентрализацията на мрежата.
Всеки може да „копае“ криптовалутата. При всеки успешно преминат етап на изчисление на масив от големи числа (т. нар. хеширане) са се получавали по 50 биткойна първоначално, но колкото повече се копае в мрежата, толкова по-малка става наградата за всички. Участниците в изчисленията обикновено участват в „басейн с копачи“ (на английски: mining pool) и цялата награда се дели помежду им, в зависимост от тяхното участие. При създаването на биткойн системата изчисленията са били сравнително прости, което е правило генерирането на награда лесно и не се е изисквала мощна техника. С течение на времето, ако участниците стават повече или участниците си подобряват машините, както и се очаква да се случи, ще се усложнява „копаенето“. Генерирането на нови биткойни през 2019 г. може да се извършва само чрез специализирана техника наречена ASIC (Application-specific integrated circuit или на български: Специфична за приложението интегрална схема), която може да „копае“ биткойни много ефикасно, но друго не може да върши.
„Паричната маса“ на биткойните е предопределена от същността на генерирането им. Към 2014 г. в обращение има над 12 милиона биткойни, като на всеки 10 минути се създават приблизително 12,5 биткойна. Общото им количество обаче има установена горна граница от 21 милиона и на всеки четири години скоростта на добиване се намалява наполовина. Това означава, че нови биткойни ще се създават стотина години.
През юни 2014 г. търговската марка „Bitcoin“, регистрирана в Япония и Европейския съюз, е обявена за продажба.

### Регистър на трансакциите
Основен елемент от платежната система е публичният регистър на трансакциите (т.нар. „счетоводна книга“, на английски: public ledger). Той представлява публичен списък на всички извършени трансакции и е реализиран като блокова верига. Данните се записват във файл на всички компютри, участващи в биткойн мрежата, а количеството биткойн е балансът по индивидуалната сметка в него. Това позволява на всеки потребител да провери валидността на всяка трансакция и да разглежда цялата история от стартирането на мрежата. За функционирането и защитата на платежната система се използват криптографски методи, а автентичността на всички трансакции е защитена с цифрови подписи. Регистърът се съхранява в партньорската мрежа на всеки 10 минути. Потвърждението на записването на бъдещи трансакции (сделки) прави тези преди тях все по-неизменни. Една трансакция обикновено се счита за потвърдена след шест потвърдени записвания (около 1 час).
Биткойн не се управлява като типичните валути – тук няма централна банка или централна организация. Вместо това има интернет базирана партньорска мрежа. Паричното предлагане е автоматизирано и се предоставя на сървъри или така наречените „биткойн копачи“ или „миньори“, които потвърждават биткойн трансакциите, като ги добавят към децентрализиран и архивиран регистър на трансакциите приблизително на всеки 10 минути. Регистърът на трансакциите се удостоверява от крайните потребители чрез дигитални подписи (подобни на потребителско име и парола) и се увеличава чрез изчисления от различна трудност, които се извършват от специални сървъри, наречени биткойн копачи или миньори. Всяка 10-минутна част от регистъра със сделките отговаря на определено количество биткойни, което копачите получават (и които после може да продават по собствена преценка), след като тази част е добавена към регистъра и е потвърдена от другите копачи. Количеството биткойни зависи от това колко дълго е работила мрежата и какви такси по трансакциите са платени. Към 2013 г. с всеки 10-минутен блок се генерират 25 нови биткойна. Количеството е намалено наполовина до 12,5 биткойна през 2017 г. То ще се намалява на всеки 4 години до достигането на твърд общ лимит от 21 млн. биткойна през 2140 г.
Освен чрез „добиване“, биткойни могат да се получават срещу продукти, услуги или други валути.

### Биткойн портфейл
Потребителите могат да изпращат и получават биткойни по електронен път срещу определена такса, като използват електронно портмоне на своя персонален компютър, мобилно устройство или уеб приложение. Потребителите могат да се сдобиват с нови биткойн адреси. Биткойн портфейлът е софтуер за лесно управление на биткойни, без да е необходимо техническо познаване на биткойн протокола, в който може да се съхраняват различни баланси от биткойни. В портфейла се съхраняват линкове към криптографските пароли или „частните ключове“, които осигуряват достъп до балансите и трансфер на биткойни. За всеки потребител, който си инсталира Bitcoin софтуера, се генерира виртуален портфейл, който може да съдържа различни акаунти, несвързани с името на собственика. Той получава индивидуален код, представляващ дълга поредица от цифри и букви (около 33 знака), която започва винаги с 1 или 3. Софтуерът на мрежата потвърждава сделките, когато ги запише в регистъра на трансакциите.

### Поверителност
Необходимостта от публично анонсиране на всички трансакции изключва анонимността на традиционните банкови услуги (по отношение на широката публика). Всички трансакции са публични и се записват. Това означава, че всеки член на мрежата може да види баланса и трансакциите, извършени от даден Биткойн адрес. Въпреки това съществува поверителност, която се осигурява чрез анонимност на ключовете, с които се подписва всяка трансакция. Трета страна вижда, че някой изпраща сума на друг, но информацията за трансакцията не може да бъде свързана с никого. Идентичността на потребителя зад адреса остава неизвестна за Биткойн мрежата, стига потребителят да не е свързал своето име със своят адрес публично в интернет. Възможно е да се „души“ (на английски: sniffing) LAN мрежата от друго устройство в нея или да се следи (на английски: monitor) WAN връзката на самия гейтуей (на английски: gateway) на LAN мрежата или от ISP (интернет доставчикът) или друга фирма/организация участваща във връзката на държавата и ясно да се види при изпращането на трансакция от кой IP адрес произлиза и без никакво затруднение да се прочете цялата информация за трансакцията. Едно от решенията на този проблем е да се използва прокси сървър или Tor и потребителят да създава и използва различен Биткойн адрес за всяка нова трансакция.

### Сигурност
Сигурността на плащанията с биткойн е гарантирана от криптография с публичен ключ, а валидността им се поддържа посредством сложни математически изчисления, извършвани от хиляди машини, свързани в мрежата – процес, известен като биткойн добиване.
Технологията биткойн – протоколът и криптографията – имат високо ниво на сигурност и мрежата биткойн е може би най-големият разпределено-изчислителен проект в света. Най-често срещаната уязвимост при биткойн идва от грешки на потребителите. Файловете на биткойн портфейлите, които съхраняват необходимите частни ключове, могат да бъдат случайно изтрити, изгубени или откраднати.
Почти невъзможно е протоколът на биткойн да бъде променен. Всеки биткойн клиент, който не спазва общо установените правила, няма право да създава свои такива и да ги налага на останалите потребители. Според настоящите спецификации е невъзможно да се случи дублиране на разходите в една и съща блокова верига или да се използват биткойни без валиден подпис. Биткойн работи единствено с пълното съгласие и единодушие на всички потребители, поради което промяната на протокола е много трудна и изисква преобладаващо мнозинство да приеме промените по такъв начин, че останалите потребители да нямат никаква друга възможност, освен да ги последват.
През 2010 г. е констатиран сериозен пропуск в сигурността на биткойн протокола, при който чрез експлойт става възможно да се генерират над 184 млрд. биткойна. В рамките на часове сделката е забелязана и изтрита от регистъра, а след като този бъг е премахнат, мрежата преминава към обновена версия на биткойн протокола.
При традиционните парични системи правителствата просто печатат повече пари, когато им потрябват. При биткойн единиците се генерират от компютри по цял свят, които „копаят“ и се конкурират помежду си. Биткойн мрежата събира информацията за всички трансакции, направени за определен период от време, в блок. Работата на „копачите“ е да потвърдят тези трансакции и да ги запишат в главната счетоводна книга.
Съществуват много програми, които могат да бъдат използвани за биткойн добив, но двете най-популярни са „CGminer“ и „BFGminer“.

## Икономически аспекти

### Класификация като пари
Често биткойн е наричана валута, но все още не отговаря напълно на общоприетата дефиниция за пари: да служи като средство за размяна, разчетна единица и запас от стойност. Към ноември 2013 желание да получават плащания с биткойни изразяват около 1000 традиционни бизнеса и над 35 хил. онлайн търговци.
Според Китайската народна банка биткойн „принципно не е валута, а инвестиционно средство“. А според представител на Калифорнийския университет в Ървайн съществува „неразрешен дебат по въпроса дали биткойн са пари или протокол за разплащане“. Медиите често наричат биткойн с термини, които съдържат думата валута, като цифрова валута, виртуална валута, електронни пари или криптовалута. Все пак някои медии правят разлика между „реални“ пари и биткойни.
Според Джейми Димон, шеф на финансовия холдинг „JP Morgan“, биткойн е измама и в крайна сметка балонът ще се спука.
Въпреки това единицата отговаря на голяма част от характеристиките, които определят парите:
- Приемливост – биткойн е приет като законно разплащателно средство в Япония, а Австралия, Русия и Индия също обмислят как да регулират криптовалутата. В същото време биткойн се приема от редица търговци като метод за разплащане.
- Рядкост – Поради лимита от 21 милиона броя биткойна, той е сравнително рядък, което предпазва от загуба на стойност.
- Еднаквост – Няма разлика между един или друг биткойн – всички са еднакви и равни.
- Разпознаваемост – различава се лесно от другите крипто и фиатни валути.
- Делимост – 1 биткойн = 100 000 000 сатоши, което обуславя лесното деление на по-малки части, което е изключително важно предвид растящата му цена.
- Преносимост – биткойн може да се пренася лесно – например в портфейл на мобилен телефон или лаптоп. Също така има хардуерни решения за биткойн портфейли, които могат да се държат на флашка. В същото време биткойн може да се обменя лесно между хората.
- Издръжливост – След като един биткойн бъде „изкопан“, той няма как да изчезне – информацията е записана в блокчейн.
- Сигурност – Биткойн мрежата е създадена така, че копачите верифицират трансакциите, а тъй като те използват децентрализирани компютри, няма как да бъдат манипулирани. Това предпазва от кражба, фалшификация и промени в информацията.

Биткойн е обект на наблюдение поради опасения, че може да бъде използвана за незаконни дейности. През октомври 2013 ФБР затваря сайта Silk Road и конфискува 144 000 биткойна на стойност 28,5 милиона щатски долара.
Единствената страна в света, въвела биткойн като официално законно платежно средство, е Салвадор. Предложението на президента Наиб Букеле е прието с 62 гласа „За“ (от общо 84 гласували) на 9 юни 2021 година. Историческото решение означава, че всички търговци, институции и доставчици на стоки и услуги в страната ще бъдат задължени да приемат плащания с биткойн, наравно с официалната валута – щатски долар.

### Парична единица
Паричната единица биткойн произлиза от английските думи bit – единица информация, и coin – монета. Символите, използвани за изобразяване на биткойните, са BTC, XBT и , като водещите кандидати са BTC и XBT. Биткойните се делят на милибиткойни (mBTC), микробиткойни (µBTC) и сатоши. Един милибиткойн се равнява на 0,001 биткойн, един микробиткойн – на 0,000001 биткойн, а сатоши – на една сто милионна част от биткойна или 0,00000001 биткойн.

### Такси за превод
По желание може да се заплати такса за превод, което ускорява потвърждаването на трансакцията. Потребителите са насърчавани да заплатят доброволно такава такса, тъй като така увеличават вероятността трансакцията им да се включи в регистъра на сделките по-бързо – копачите могат да избират кои трансакции да придвижат и да дадат по-голям приоритет на тези с платени и по-високи такси. Таксите по сделката се използват като защита срещу потребителите, които изпращат трансакции, с цел да претоварят мрежата. Точният начин, по който работи системата за таксуване, все още се разработва и ще се променя с течение на времето. Тъй като таксата не е свързана с размера на изпратените биткойни, тя може да изглежда изключително ниска (0,0005 BTC за 1000 BTC трансфер) или несправедливо висока (0,004 BTC за 0,02 BTC плащане). Таксата се определя от атрибути като данни в трансакция, повторение на сделката и колко е натоварена мрежата.

## В България
Общо 21 български компании приемат плащания с криптовалута за храна, спортна екипировка, хранителни добавки, осветителни тела, юридически услуги, недвижими имоти и др.
Първият банкомат за биткойн (битомат) в България е поставен в Интерпред – СТЦ, София на 1 август 2014 г.